# Christian Bautista
Christian Joseph Morata Bautista (Imus, 19 ottobre 1981) è un cantante e attore filippino.

## Carriera
Nel 2003 è stato finalista del programma canoro televisivo Star in a Million. Successivamente ha firmato un contratto discografico con la Warner Music nelle Filippine e ha pubblicato l'eponimo album discografico d'esordio, che ha avuto molto successo in diversi Paesi oltre alle Filippine, come Singapore, Indonesia, Malaysia e Thailandia.
Nel 2005 ha pubblicato il suo secondo album Completely.
Ha collaborato nel corso della sua carriera con Nina Girado, Sitti Navarro, Rachelle Ann Go, Sarah Geronimo, Sheryn Regis, Erik Santos, Mark Bautista e altri.
Nel 2013 ha firmato per la GMA Network.

## Discografia

### Album studio
- 2004: Christian Bautista
- 2005: Completely
- 2008: Captured
- 2009: Romance Revisited: The Love Songs of Jose Mari Chan
- 2010: A Wonderful Christmas
- 2011: Outbound
- 2012: First Class (Outbound Expanded Edition)
- 2012: X-Plus
- 2014:'' Soundtrack

### Altri album
- 2005: So It's You (colonna sonora)
- 2005: Nasaan Ka Man (colonna sonora)
- 2006: Just a Love Song... Christian Bautista Live! (album live)
- 2009: The Platinum Collection (raccolta)